# Alexandre Oukidja
Alexandre Oukidja, né le 19 juillet 1988 à Nevers, est un footballeur international algérien qui évolue au poste de gardien de but au FK IMT Belgrade.

## Biographie

### En club
Alexandre Oukidja naît à Nevers, d'un père algérien, et d'une mère française. Il passe par le centre de pré-formation de La Berrichonne Châteauroux en jeune avant de rejoindre le FC Gueugnon. Il fait ses débuts en équipe première, le 2 décembre 2005, en remplaçant Pierre Bouysse à la mi-temps du match de Ligue 2 contre le Montpellier HSC qui se conclut sur une défaite trois buts à un. 
Il rejoint à l'issue de la saison le LOSC Lille, où il évolue dans l'équipe réserve du club avant de rejoindre en prêt l'Aviron bayonnais, en National, pour la deuxième moitié de la saison 2011-2012, ne pouvant empêcher la relégation du club qui termine à la dernière place du classement.
À son retour, il est une nouvelle fois prêté, pour deux ans, au club belge du Royal Excel Mouscron en deuxième division. Il participe ainsi à la montée du club à l'issue de la saison 2013-2014 et se voit proposer une prolongation de contrat avec le club, qu'il refuse cependant, une décision qu'il dit avoir regretté par la suite.
Sans club, Oukidja rejoint donc les rangs du RC Strasbourg en août 2014. Il fait ses débuts pour le club le 31 octobre 2014 à l'occasion du match de championnat contre l'US Avranches, qui se solde par une défaite deux buts à un. Il s'impose par la suite comme titulaire dans le but alsacien et contribue ainsi à la quatrième place du club à l'issue de la saison 2014-2015 puis à la montée en Ligue 2 la saison suivante.
Il est champion de Ligue 2 le vendredi 19 mai 2017 à l'issue de la 38e et dernière journée, grâce à une victoire deux buts à un à domicile face à Bourg-en-Bresse.
Le 12 juin 2018, Alexandre Oukidja s'engage au FC Metz pour trois ans.
Le 16 mai 2020, il prolonge de deux saisons au FC Metz, et est désormais lié au club lorrain jusqu'en 2023. Il a notamment aidé le club à obtenir le maintien du club en Ligue 1, 15e du championnat à l'arrêt définitif de la saison prononcé par la LFP en raison de la pandémie de Covid-19.
Le 12 juin 2025, le joueur, auteur de 211 matchs avec le FC Metz, annonce officiellement son départ du club lorrain. 

#### FK IMT Belgrade (2025)
Le 10 juillet 2025, Oukidja s’engage pour une saison avec le FK IMT Belgrade, club évoluant en Super liga Srbije.

### En sélection nationale (2018-2023)
Alexandre Oukidja avait émis le souhait de jouer pour l'Algérie, le pays de son père. Il obtient la nationalité algérienne en mai 2018, et postule donc pour une place en sélection.
Le 1er septembre 2018, il est présélectionné la première fois dans le groupe des 25 joueurs de l'équipe d'Algérie par le sélectionneur Djamel Belmadi pour participer aux éliminatoires de la CAN 2019.
Il reçoit sa première sélection en équipe nationale le 26 mars 2019 contre la Tunisie, où il commence la rencontre en tant que titulaire.
Sélectionné avec l'Algérie pour disputer la Coupe d'Afrique des nations de 2019, il ne dispute pas le moindre match mais est tout de même titré avec le reste de son équipe qui l'emporte à l'issue de la compétition.
En juin 2023, il annonce sa retraite internationale. Un an après l'annonce de sa retraite internationale, Alexandre Oukidja décide de revenir sur sa décision et d'accepter la convocation de Vladimir Petkovic, alors sélectionneur de l'Algérie, pour être le troisième gardien de la sélection.

## Statistiques

### En club
| Saison                | Club                        | Championnat           | Championnat | Championnat | Coupe nationale | Coupe nationale | Coupe de la Ligue | Coupe de la Ligue | Barrages | Barrages | Total | Total |
| Saison                | Club                        | Division              | M.          | B.          | M.              | B.              | M.                | B.                | M.       | B.       | M.    | B.    |
| 2005-2006             | FC Gueugnon                 | Ligue 2               | 1           | 0           | -               | -               | -                 | -                 | -        | -        | 1     | 0     |
| 2006-2007             | LOSC Lille rés.             | CFA                   | 5           | 0           | -               | -               | -                 | -                 | -        | -        | 5     | 0     |
| 2008-2009             | LOSC Lille rés.             | CFA                   | 15          | 0           | -               | -               | -                 | -                 | -        | -        | 15    | 0     |
| 2009-2010             | LOSC Lille rés.             | CFA                   | 17          | 0           | -               | -               | -                 | -                 | -        | -        | 17    | 0     |
| 2010-2011             | LOSC Lille rés.             | CFA                   | 23          | 0           | -               | -               | -                 | -                 | -        | -        | 23    | 0     |
| 2011-2012             | LOSC Lille rés.             | CFA                   | 2           | 0           | -               | -               | -                 | -                 | -        | -        | 2     | 0     |
| Sous-total            | Sous-total                  | Sous-total            | 62          | 0           | -               | -               | -                 | -                 | -        | -        | 62    | 0     |
| 2011-2012             | Aviron bayonnais (prêt)     | National              | 13          | 0           | -               | -               | -                 | -                 | -        | -        | 13    | 0     |
| 2012-2013             | Royal Excel Mouscron (prêt) | Division 1B           | 37          | 0           | 1               | 0               | -                 | -                 | -        | -        | 38    | 0     |
| 2013-2014             | Royal Excel Mouscron (prêt) | Division 1B           | 39          | 0           | 2               | 0               | -                 | -                 | -        | -        | 41    | 0     |
| Sous-total            | Sous-total                  | Sous-total            | 76          | 0           | 3               | 0               | -                 | -                 | -        | -        | 79    | 0     |
| 2014-2015             | RC Strasbourg               | National              | 22          | 0           | 4               | 0               | -                 | -                 | -        | -        | 26    | 0     |
| 2015-2016             | RC Strasbourg               | National              | 34          | 0           | 1               | 0               | -                 | -                 | -        | -        | 35    | 0     |
| 2016-2017             | RC Strasbourg               | Ligue 2               | 36          | 0           | 0               | 0               | 0                 | 0                 | -        | -        | 36    | 0     |
| 2017-2018             | RC Strasbourg               | Ligue 1               | 17          | 0           | 2               | 0               | 2                 | 0                 | -        | -        | 21    | 0     |
| Sous-total            | Sous-total                  | Sous-total            | 109         | 0           | 7               | 0               | 2                 | 0                 | -        | -        | 118   | 0     |
| 2018-2019             | FC Metz                     | Ligue 2               | 38          | 0           | 0               | 0               | 0                 | 0                 | -        | -        | 38    | 0     |
| 2019-2020             | FC Metz                     | Ligue 1               | 27          | 0           | 0               | 0               | 0                 | 0                 | -        | -        | 27    | 0     |
| 2020-2021             | FC Metz                     | Ligue 1               | 34          | 0           | 1               | 0               | -                 | -                 | -        | -        | 35    | 0     |
| 2021-2022             | FC Metz                     | Ligue 1               | 21          | 0           | 0               | 0               | -                 | -                 | -        | -        | 21    | 0     |
| 2022-2023             | FC Metz                     | Ligue 2               | 34          | 0           | 3               | 0               | -                 | -                 | -        | -        | 37    | 0     |
| 2023-2024             | FC Metz                     | Ligue 1               | 34          | 0           | 1               | 0               | -                 | -                 | 2        | 0        | 37    | 0     |
| 2024-2025             | FC Metz                     | Ligue 2               | 16          | 0           | -               | -               | -                 | -                 | 0        | 0        | 16    | 0     |
| Sous-total            | Sous-total                  | Sous-total            | 204         | 0           | 5               | 0               | -                 | -                 | 2        | 0        | 211   | 0     |
| 2025-2026             | FK IMT Belgrade             | Super liga Srbije     | 1           | 0           | -               | -               | -                 | -                 | -        | -        | 1     | 0     |
| Total sur la carrière | Total sur la carrière       | Total sur la carrière | 466         | 0           | 15              | 0               | 2                 | 0                 | 2        | 0        | 485   | 0     |

### En équipe nationale
| Saison                | Sélection             | Phases finales        | Phases finales | Phases finales | Éliminatoires CDM | Éliminatoires CDM | Éliminatoires CAN | Éliminatoires CAN | Matchs amicaux | Matchs amicaux | Total | Total |
| Saison                | Sélection             | Compétition           | M              | B              | M                 | B                 | M                 | B                 | M              | B              | M     | B     |
| --------------------- | --------------------- | --------------------- | -------------- | -------------- | ----------------- | ----------------- | ----------------- | ----------------- | -------------- | -------------- | ----- | ----- |
| 2018-2019             | Algérie               | CAN 2019              | 0              | 0              | -                 | -                 | 0                 | 0                 | 1              | 0              | 1     | 0     |
| 2019-2020             | Algérie               | -                     | -              | -              | -                 | -                 | 0                 | 0                 | 1              | 0              | 1     | 0     |
| 2020-2021             | Algérie               | -                     | -              | -              | -                 | -                 | 1                 | 0                 | 2              | 0              | 3     | 0     |
| 2021-2022             | Algérie               | CAN 2021              | 0              | 0              | 1                 | 0                 | -                 | -                 | 0              | 0              | 1     | 0     |
| 2022-2023             | Algérie               | -                     | -              | -              | -                 | -                 | 0                 | 0                 | 0              | 0              | 0     | 0     |
| 2024-2025             | Algérie               | -                     | -              | -              | 0                 | 0                 | 1                 | 0                 | -              | -              | 1     | 0     |
| Total sur la carrière | Total sur la carrière | Total sur la carrière | 0              | 0              | 1                 | 0                 | 2                 | 0                 | 4              | 0              | 7     | 0     |

### Matchs internationaux
La liste ci-dessous dénombre toutes les rencontres de l'Équipe d'Algérie de football auxquelles Alexandre Oukidja prend part, du 26 mars 2019 jusqu'à présent.

## Palmarès

### En club
| Royal Excel Mouscron                   | RC Strasbourg (2)                                                    | FC Metz (1)                                              |
| -------------------------------------- | -------------------------------------------------------------------- | -------------------------------------------------------- |
| - Division 1B : - Vice-champion : 2013 | - Ligue 2 (1) : - Champion : 2017 - National (1) : - Champion : 2016 | - Ligue 2 (1) : - Champion : 2019 - Vice-champion : 2023 |

### En sélection nationale
Avec la sélection algérienne, Alexandre Oukidja remporte la Coupe d'Afrique des nations de football 2019. 
| Algérie (1)                                           |
| ----------------------------------------------------- |
| - Coupe d'Afrique des nations (1) - Vainqueur en 2019 |

## Distinctions individuelles
- Élu meilleur gardien de but de National en 2016[12]
- Membre de l'équipe-type de National pour la saison 2015-2016
- Membre de l'équipe-type de Ligue 2 des fans pour la saison 2018-2019 avec le FC Metz[13]
- Élu meilleur joueur du mois du RC Strasbourg en décembre 2014[14], novembre 2015[15], avril 2016[16] et avril 2018[17]
- Élu meilleur joueur du mois du FC Metz en novembre 2018[18], avril 2019[19], mai 2019[20], septembre 2019[21], janvier 2020[22], février 2020[23],  septembre 2020 [24],  novembre 2020 [25] , octobre 2022 [26]   ,septembre 2023[27] , janvier 2024[28]
- Élu meilleur joueur de la saison du FC Metz en 2020[29],[30]

## Décorations
- Achir de l'ordre du Mérite national d'Algérie.
- Récipiendaire de la médaille de la ville de Nevers[31],[32]